# Джозеф Каллея
Джозеф Каллея (англ. Joseph Calleia, уроджений Джузеппе Марія Спуррін-Каллея (мальт. Giuseppe Maria Spurrin-Calleja), 4 серпня 1897 — 31 жовтня 1975) — мальтійський співак і актор, який працював в Голлівуді.

## Біографія
Джозеф Каллея народився в невеликому мальтійському місті Рабат 4 серпня 1897 року в сім'ї Паскаля і Елени Каллея. У 1914 році він покинув Мальту і почав гастролювати по Європі в якості співака в різних кафе і мюзик-холах. В середині 1920-х років Джозеф перебрався в США, де в 1926 році дебютував на Бродвеї. За свою театральну кар'єру, яка тривала близько 20 років, Каллея з'явився в таких постановках, як «Бродвей», «Остання миля», «Гран готель», «Медовий місяць», «Десять хвилин алібі», «Невелике диво» та інших. У 1931 році Каллея підписав контракт з студією «MGM», де знявся в 57 фільмах. У кіно він дуже часто грав ролі поліцейських або негідників в різних голлівудських вестернах і гангстерських фільмах. Каллея знявся в таких картинах, як «За тонким людиною» (1936), «Марія-Антуанетта» (1938), «Алжир» (1938), за роль в якому він був удостоєний «Премії кінокритиків», «Хуарес» (1939), «Книга джунглів» (1942), «По кому дзвонить дзвін» (1943), «Конспіратори» (1944), «Джильда» (1946), «Крайній термін — на світанку» (1946), «Печать зла» (1958), «Форт Аламо» (1960) і деяких інших. У 1963 році Каллея завершив акторську кар'єру і повернувся на Мальту. 31 жовтня 1975 Джозеф Каллея помер від інфаркту у себе на батьківщині в місті Сліма.

## Вибрана фільмографія
- 1937 — Негідник з Брімстоун
- 1938 — Марія-Антуанетта
- 1939 — Хуарес
- 1940 — Вайомінг
- 1942 — Книга джунглів
- 1942 — Скляний ключ / The Glass Key
- 1951 — «Валентино» / (Valentino) — Луїджі Вердуччі
- 1960 — Форт Аламо / (The Alamo) — капітан техаської армії Хуан Сегін[en]